# Гнёздово (Смоленский район)
Гнёздово — деревня в Смоленском районе Смоленской области России. Входит в состав Гнёздовского сельского поселения.
Расположена в 10 км к западу от Смоленска на Витебском шоссе (федеральная автодорога Р120), на правом берегу реки Днепр.
На территории деревни и рядом с ней расположен Гнёздовский археологический комплекс (Х — начало XI века).

## Население
| 2007 |
| ---- |
| 349  |

## История
Согласно предположениям смоленского историка С. П. Писарева, сам топоним Гнёздово впервые упоминается в XV веке, когда поселение принадлежало одному из служилых людей. Следующее упоминание датируется 1648 годом в связи с тяжбой католического епископа Петра Парчевского с крестьянами из-за угодий. В это время луга вокруг Гнёздова уже были собственностью Смоленска.
В годы Великой Отечественной войны в посёлке Гнёздово[уточнить] действовала молодёжная советская патриотическая группа, возглавляемая старшим политруком А. Никоновым и комсомолкой Н. Чуркиной, студенткой Смоленского медицинского института. Гнёздовская организация была связана с Красным бором, Серебрянкой и подпольным центром в Смоленске.

## Гнёздовский археологический комплекс
До середины XIX века нет никаких упоминаний об археологических находках в Гнёздове. Внимание к Гнёздовскому комплексу привлекла находка клада серебряных украшений при строительстве железной дороги в 1867 году. Археологические раскопки курганов начались в 1874 году.
В период раннего железного века в I тысячелетии до н. э. в районе Гнёздова возникло несколько укреплённых поселений—городищ, относившихся к днепро-двинской культуре. В IV веке н. э. на пологом склоне правого коренного берега Днепра в районе впадения реки Свинки появляется неукреплённое поселение земледельцев. Археолог Е. А. Шмидт установил, что районе Гнёздова в IV—VII веках последовательно сменяли друг друга несколько тушемлинских селищ. Центральное поселение в Гнёздове, основанное на рубеже VIII—IX веков пришедшими в Верхнее Поднепровье с юга по реке Сож славянами роменской культуры, с момента своего основания имело торговый характер. На берегу озера Бездонка в раннем культурном слое были найдены остатки частокола из 46 столбов и постройка из досок и брёвен из стволов лиственных и хвойных пород. Радиоуглеродный анализ четырёх древесных стволов, три из которых относятся к самой ранней пачке культурного слоя, в пойменной части Гнёздова, проведённый сотрудниками Государственного исторического музея, показал, что постройка на берегу озера Бездонка датируется последней четвертью VIII века.

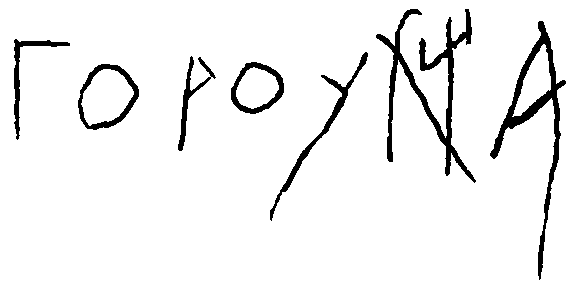
Прорисовка Гнёздовской надписи, первая четверть X века

Основной период существования торгово-ремесленного поселения и время создания курганов определяется Х — началом XI века. Территория древних поселений охватывала не менее 30 га. Комплекс включал не менее 4,5 тысяч курганов (сохранилось около половины) в 7 различных по размерам курганных группах, два городища (Центральное и Ольшанское) и четыре селища. Археологический комплекс является одним из опорных памятников (X — начала XI века) для изучения эпохи формирования Древнерусского государства, раннего периода древнерусской культуры и начале распространения христианства в Поднепровье. Детали погребального обряда указывают на этническую (славяне, скандинавы и др.) и социальную (знать, воины, ремесленники и др.) неоднородность населения. В погребении первой четверти X века была найдена амфора крымского производства, на стенке которой процарапана самая ранняя известная древнерусская надпись «горушна».
Наиболее известным является Центральное поселение и расположенные поблизости от них курганы. Центральное поселение включало городище и окружающее его селище при впадении реки Свинец в Днепр, у деревень Гнёздово и Глущенки (площадью около 20 га, раскопано более 6 тысяч м²). Оно возникло на рубеже IX и X веков и являлось ремесленно-торговым центром на пути «из варяг в греки» и погостом — местом пребывания дружины и сбора дани.
Оригинальное древнерусское название Гнёздовского комплекса неизвестно. По предположению скандинависта Т. Н. Джаксон, Гнёздово упоминается в списке городов Руси древнескандинавского географического трактата с условным названием «Какие земли лежат в мире» под названием Сюрнес (норв. Sýrnes), что означает «Свиной мыс». Предполагается, что древнее имя Гнёздова произошло от названия реки Свинец, правого притока Днепра, и выглядело как *Свинеческъ, *Свинечск.
Дальнейшая судьба Гнёздова известна плохо. Материалы XII—XVII века обнаружены только на Центральном городище, где в этот период, предположительно, располагалась усадьба феодала. В XVII веке на этом месте располагалась резиденция католического священника.